# Campeonato Italiano de Rugby 1933-34
El Campeonato de Rugby de Italia de 1933-34 fue la sexta edición de la primera división del rugby de Italia.

## Sistema de disputa
Cada equipo enfrenta a los equipos restantes de su grupo en partidos de local y de visita.
- Los mejores equipos de cada grupo clasifican a la fase final del torneo en donde nuevamente se disputarán partidos de ida y vuelta confeccionado una tabla general en donde el mejor ubicado se coronará campeón del torneo.

## Clasificación

### Grupo A
Tabla de posiciones:
| Pos. | Equipo         | Encuentros | Encuentros | Encuentros | Encuentros | Tantos | Tantos | Tantos | Puntos |
| Pos. | Equipo         | PJ         | PG         | PE         | PP         | F      | C      | Dif    | Puntos |
| ---- | -------------- | ---------- | ---------- | ---------- | ---------- | ------ | ------ | ------ | ------ |
| 1.º  | Bersaglieri MI | 6          | 5          | 0          | 1          | 41     | 11     | +30    | 10     |
| 2.º  | Rugby Bologna  | 6          | 4          | 0          | 2          | 54     | 9      | +45    | 8      |
| 3.º  | GUF Torino     | 6          | 3          | 0          | 3          | 12     | 19     | -7     | 6      |
| 4.º  | GUF Padova     | 6          | 0          | 0          | 6          | 3      | 71     | -68    | 0      |

|  | Clasificado a la fase final. |

### Grupo B
| Pos. | Equipo           | Encuentros | Encuentros | Encuentros | Encuentros | Tantos | Tantos | Tantos | Puntos |
| Pos. | Equipo           | PJ         | PG         | PE         | PP         | F      | C      | Dif    | Puntos |
| ---- | ---------------- | ---------- | ---------- | ---------- | ---------- | ------ | ------ | ------ | ------ |
| 1.º  | Amatori Milano   | 6          | 5          | 1          | 0          | 68     | 0      | +68    | 11     |
| 2.º  | AFC Padova Rugby | 6          | 3          | 2          | 1          | 17     | 7      | +10    | 8      |
| 3.º  | Rugby Torino     | 6          | 2          | 0          | 4          | 17     | 49     | -32    | 4      |
| 4.º  | GRF Cantore      | 6          | 0          | 1          | 5          | 8      | 54     | -46    | 1      |

### Grupo C
| Pos. | Equipo      | Encuentros | Encuentros | Encuentros | Encuentros | Tantos | Tantos | Tantos | Puntos |
| Pos. | Equipo      | PJ         | PG         | PE         | PP         | F      | C      | Dif    | Puntos |
| ---- | ----------- | ---------- | ---------- | ---------- | ---------- | ------ | ------ | ------ | ------ |
| 1.º  | Rugby Roma  | 4          | 4          | 0          | 0          | 140    | 10     | +130   | 8      |
| 2.º  | GUF Napoli  | 4          | 2          | 0          | 2          | 21     | 64     | -43    | 4      |
| 3.º  | GUF Firenze | 4          | 0          | 0          | 4          | 6      | 93     | -87    | 0      |

## Fase Final
| Pos. | Equipo         | Encuentros | Encuentros | Encuentros | Encuentros | Tantos | Tantos | Tantos | Puntos |
| Pos. | Equipo         | PJ         | PG         | PE         | PP         | F      | C      | Dif    | Puntos |
| ---- | -------------- | ---------- | ---------- | ---------- | ---------- | ------ | ------ | ------ | ------ |
| 1.º  | Amatori Milano | 6          | 5          | 0          | 1          | 34     | 11     | +23    | 10     |
| 2.º  | Rugby Roma     | 6          | 4          | 0          | 2          | 70     | 40     | +30    | 8      |
| 3.º  | Rugby Bologna  | 6          | 1          | 2          | 3          | 20     | 47     | -27    | 4      |
| 4.º  | Bersaglieri MI | 6          | 0          | 2          | 4          | 8      | 35     | -27    | 2      |

|  | Campeón. |

| Bandera de Italia      |
| Campeón Amatori Milano |
| Sexto título           |